# RMS Tweed

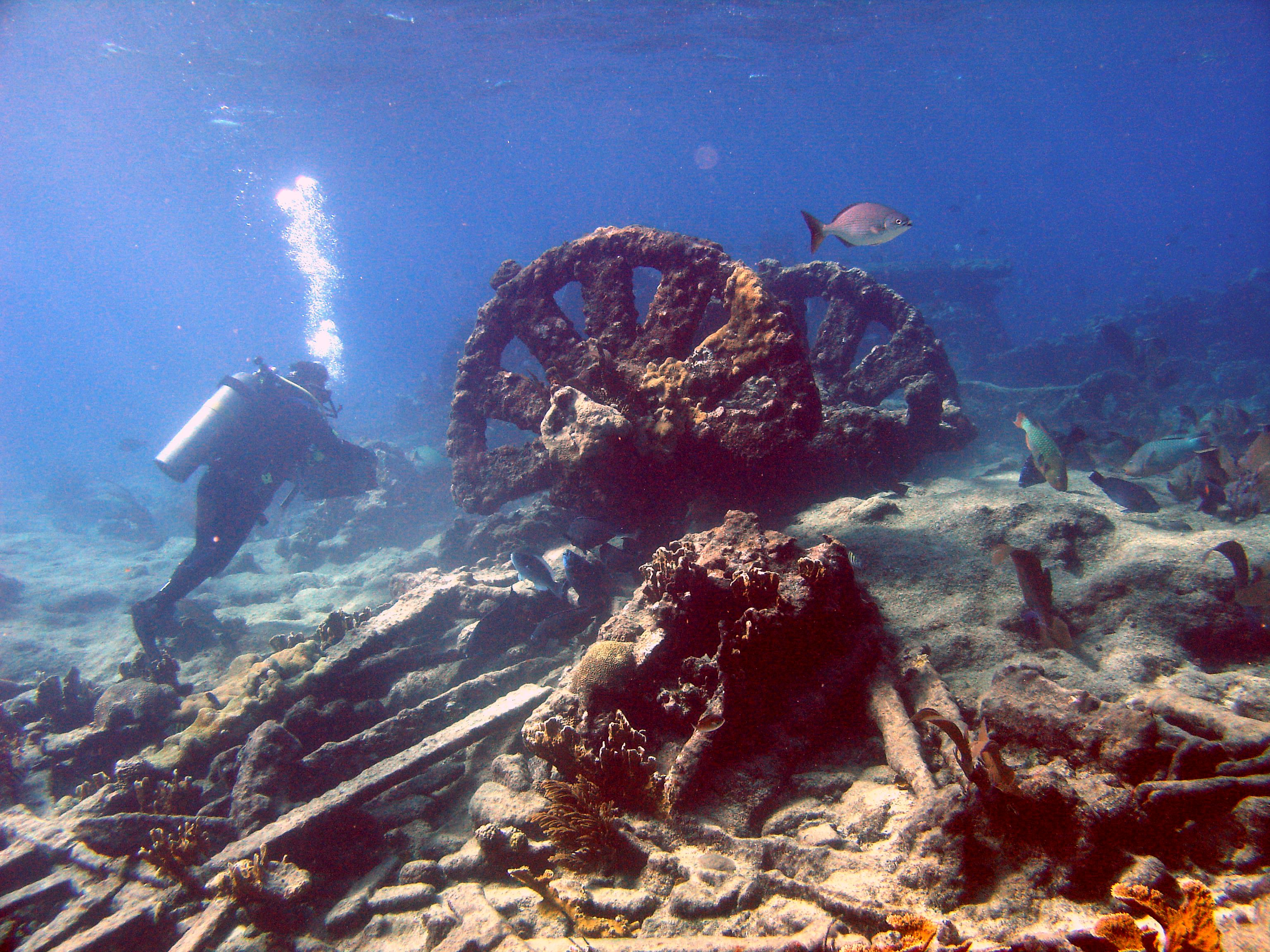
Pecio RMS Tweed. Restos de las ruedas de paletas laterales para la propulsión del barco. Archivo INAH-SAS, 2013. Foto: Helena Barba Meinecke.

El RMS (Royal Mail Ship) Tweed fue un barco de propulsión a vapor perteneciente a una flota de 14 buques de la Royal Mail Steam Packet Company fundada en Londres en 1839 por James McQuenn, con el encargo principal de transportar los correos de Su Majestad, La Reina Victoria I del Reino Unido, a las Indias Occidentales. Los 13 barcos restantes fueron: RMS Forth, RMS Támesis, RMS Medway, RMS Trent, RMS Isis, RMS Severn, RMS Avon, RMS Clyde, RMS Teviot, RMS Dee, RMS Solway, RMS Tay y RMS Medina.

## Descripción
Contaba con un porte de 1800 toneladas, 70 metros de eslora y 18 metros de manga. La construcción de su casco de madera de roble y teca junto con el ensamble de su máquina a vapor de 450 HP, procedente de la John Caird & Co. de Escocia, finalizó en 1841, en los astilleros de Thompson and Spiers Co. de Glasgow, Escocia. Naufragó a principios de 1847 en el arrecife Alacranes, Yucatán, Golfo de México, ubicado una distancia de 75 millas náuticas al norte del puerto de Progreso, Yucatán, México. La campana del buque se encuentra hoy día en el campanario del Santuario de Nuestra Señora de Guadalupe en la ciudad de San Francisco de Campeche, México. Material multimedia que narra su historia se implementó para la sala 6 “Desarrollo tecnológico en la mar” en el Museo de Arqueología Subacuática (MARSUB) Fuerte de San José el Alto, ciudad de San Francisco de Campeche, México.

## Naufragio
A finales de 1846, zarpó de Southampton, Inglaterra, al mando del capitán George Parsons, con 151 personas a bordo, de las cuales 89 correspondían a la tripulación de a bordo y 62 pasajeros. La carga estaba basada en correo, barriles de harina, avena, mantequilla, cajas de brandy y vino, además de 1,115 frascos de azogue para las minas de plata en México. Estaba dotado por un pequeño cañón de señales sobre su cubierta. Después de varias escalas en las Antillas, salió del puerto de La Habana con destino a Veracruz. Durante su travesía a través del Golfo de México, se presentaron fuertes vientos provenientes del norte y lluvias torrenciales, impidiendo al comandante precisar su ubicación, lo que derivó que en la madrugada del día 12 de febrero de 1847, el barco embarrancara frente la barrera oriental del arrecife Alacranes, partiéndose muy rápido por la mitad.
La popa del buque donde se encontraba la campana permaneció clavada entre los escollos durante toda la noche, provocando que en cada reventar de las olas arrancara fúnebres tañidos que helaba los corazones de los que luchaban por sobrevivir. Mientras ocurría el siniestro, botaron al agua 3 embarcaciones de bajo porte, siempre bajo la dirección del capitán Parsons, quien estuvo a cargo de la operación de salvamento. Una vez que amainó la tormenta, los sobrevivientes construyeron una plataforma con los restos de madera dispersos a fin de salvar la mayor cantidad de víveres y equipaje, mientras esperaban a ser rescatados. Diez hombres se aventuraron en busca de auxilio a las costas de Yucatán. En el trayecto encontraron al bergantín “Segundo Emilio” al mando del capitán Bernardino Camp quien les proporcionó ayuda con un bote de salvamento. Los náufragos fueron transportados a Isla Pérez y posteriormente al puerto de Sisal, en donde fueron atendidos. Al trágico accidente sobrevivieron 79 personas.

## Antecedentes
Hacia los años 60 (siglo XX), un grupo de buzos del Club de Exploración y Deportes Acuáticos de México (CEDAM), hallaron un barco de propulsión a vapor con ruedas de paleta laterales encallado en la barrera oriental del arrecife. A este pecio le nombraron “Columnas”, debido a la presencia de un conjunto de pilastras de hierro estriadas que fueron parte de la estructura del buque. Richard Marx, el consejero del CEDAM Internacional para ese entonces, solicitó información a la compañía aseguradora de buques Lloyd’s Register of Shipping de Londres, corporación que respondió con información sobre dos vapores de similares características perdidos en el arrecife Alacranes denominados: RMS Tweed (1847) y RMS Forth (1849) pertenecientes a la compañía de correos Royal Mail Steam Packet Company de Inglaterra. El equipo del CEDAM continuó con la búsqueda del segundo vapor, sin resultados. Derivado de los indicios obtenidos, especialmente de las perlas de mercurio, concluyeron que los restos del navío denominado “Columnas” correspondían al del RMS Tweed, publicando esta premisa en el libro "El Caribe Mexicano, 30 años de exploración subacuática" (1980).
En 1995 los arqueólogos Pilar Luna y Santiago Analco de la Subdirección de Arqueología Subacuática (SAS) del Instituto Nacional de Antropología e Historia (INAH), México, realizaron una visita de inspección de 5 días en el arrecife Alacranes, identificando seis contextos arqueológicos sumergidos, entre ellos el “Columnas”, en donde se registraron elementos ferrosos de la estructura del buque, la maquinaria, ruedas unidas por ejes y fragmentos de láminas compactadas. Entre 2014 y 2015, durante las temporadas de campo del Proyecto Integral para la Protección, Conservación, Investigación y Difusión del Patrimonio Cultural Sumergido de la Península de Yucatán, SAS, INAH, México, dirigido por la arqueóloga mexicana Helena Barba-Meinecke, los buques RMS Tweed y RMS Forth fueron registrados a detalle, identificando cada uno de los elementos arqueológicos diagnósticos en su contexto, relacionándoles con la información histórica.

## Exploración, registro y análisis arqueológico
El pecio RMS Tweed se ubica al noreste de la barrera arrecifal, a una profundidad máxima de 7.0 metros y mínima de 1.0, con algunos elementos visibles hasta 2 metros por sobre el espejo de agua. Descansa sobre un promontorio coralino rodeado por canales (gullies) de textura arenosa y calcárea. Para el registro se emplearon las estrategias técnicas de: rumbos y distancias, medidas directas y trilateración, ubicándolos dentro del croquis en planta. Para su revisión en gabinete, se recolectaron diversos materiales diagnósticos, todo con el objetivo de analizar el proceso de formación del contexto arqueológico y corroborar su temporalidad y filiación cultural.
Los elementos arqueológicos se encuentran dispersos en un espacio aproximado de un kilómetro cuadrado y están orientados en dirección oriente-poniente. Se observan los restos de la maquinaria de propulsión a vapor, la caldera, los ejes con ruedas, restos de los radios de las ruedas de paleta, un balancín y seis columnas de hierro hueco con fuste estriado, materiales diagnósticos correspondientes a la primera etapa de la navegación a vapor (1837-1860). En la porción noroeste del contexto se localizó un cañón de hierro fundido corto tipo “carronade”  o carronada, y el ancla almirantazgo de hierro, con uno de los brazos doblado a 90°, lo que indica la presión que sufrió el elemento durante el accidente.
La carronada fue un cañón de corta dimensión y grueso calibre, a partir de las 24 libras, instalado generalmente en las cubiertas de las embarcaciones. Su diseño fue elaborado por el general de la armada inglesa Robert Melville, perfeccionado y producido por primera vez a partir de 1778 por la Carron Iron Froundig and Shipping Company. Esta empresa fue fundada en 1759 en Inglaterra, con sede fabril en Falkirk, Escocia. A partir de 1779 la Royal Navy adoptó su uso hasta principios del siglo XIX., al igual que los barcos mercantes británicos y en ocasiones españoles. De acuerdo a las fuentes históricas, el buque RMS Tweed portaba solo un cañón para señales, lo que concuerda con la evidencia arqueológica registrada.

## Transformación
El pecio RMS Tweed ha sido víctima del azote de los fenómenos hidrometeorológicos que afectan a la región: huracanes, nortes y turbonadas, además de ser objeto de expolio y extracciones no científicas desde las fechas inmediatas a su naufragio y hasta la segunda mitad del siglo XX, por lo que hay muy pocos indicios de su cargamento.

## Patrimonio Cultural Subacuático
El naufragio está inscrito como Patrimonio Cultural Subacuático en el Sistema Único de Registro Público de Monumentos, Zonas Arqueológicos e Históricos (SURPMZAH) de la Dirección de Registro Público de Monumentos y Zonas Arqueológicos (DRPMZA) del INAH, mecanismo que le otorga protección de acuerdo a la Ley Federal sobre Monumentos y Zonas Arqueológicos, Artísticos e Históricos (Artículo 28 TER) en concordancia con la Convención de la UNESCO 2001 Sobre la Protección del Patrimonio Cultural Subacuático.